# إنديانابوليس 500 سنة 1938
سباق إنديانا بوليس -500 ميل 1938 أقيم في حلبة إنديانابوليس موتور سبيدواي في 30 مايو 1938 وفاز في السباق فلويد روبرتس من فريق لو مور بمتوسط سرعة 117.200 ميل/س (188.615 كم/س).
وكان أول المنطلقين فلويد روبرتس بسرعة 125.681 ميل/س (202.264 كم/س).